# 印刷字体

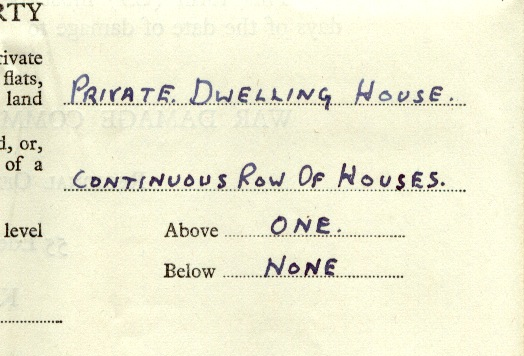

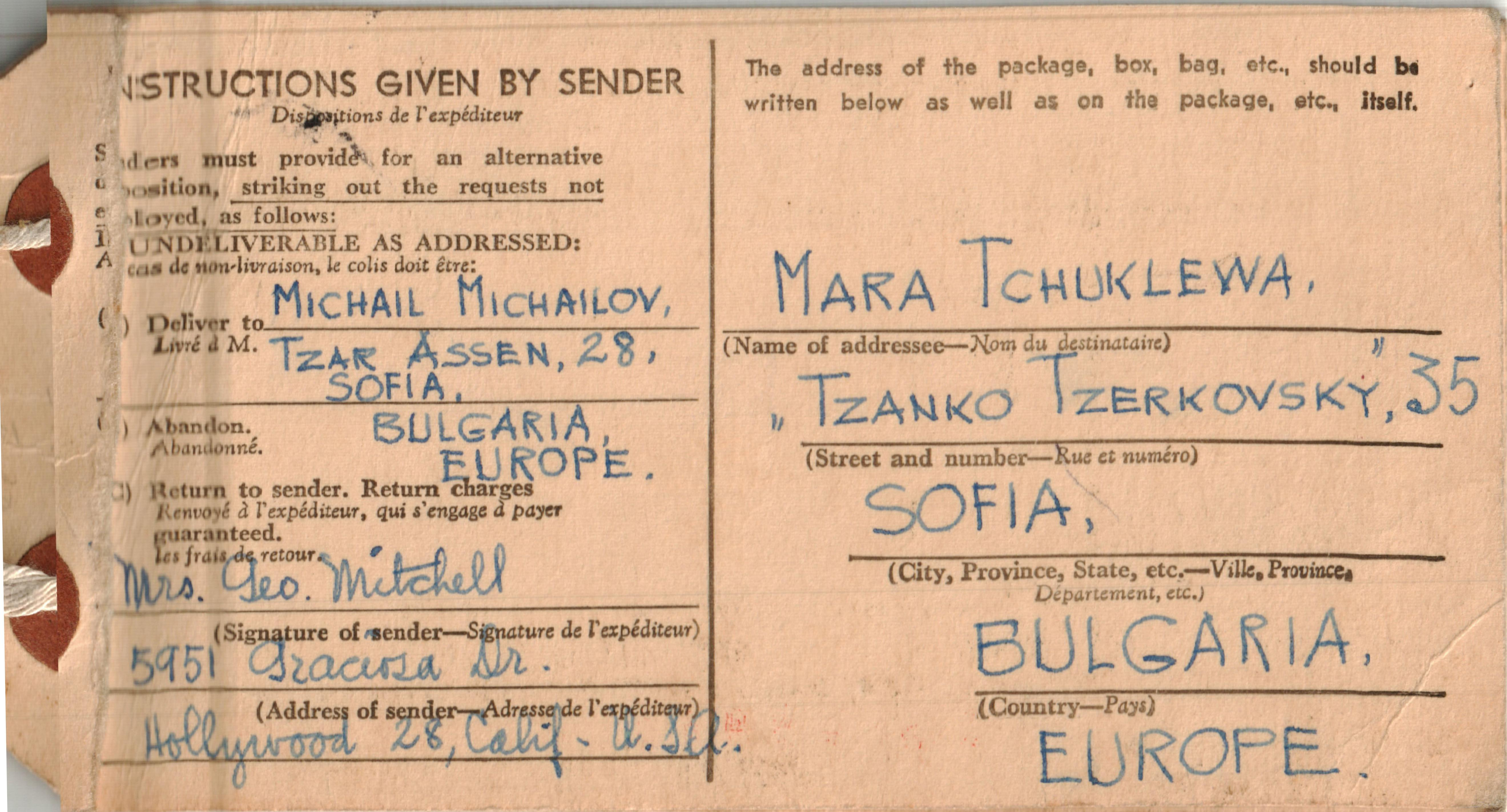

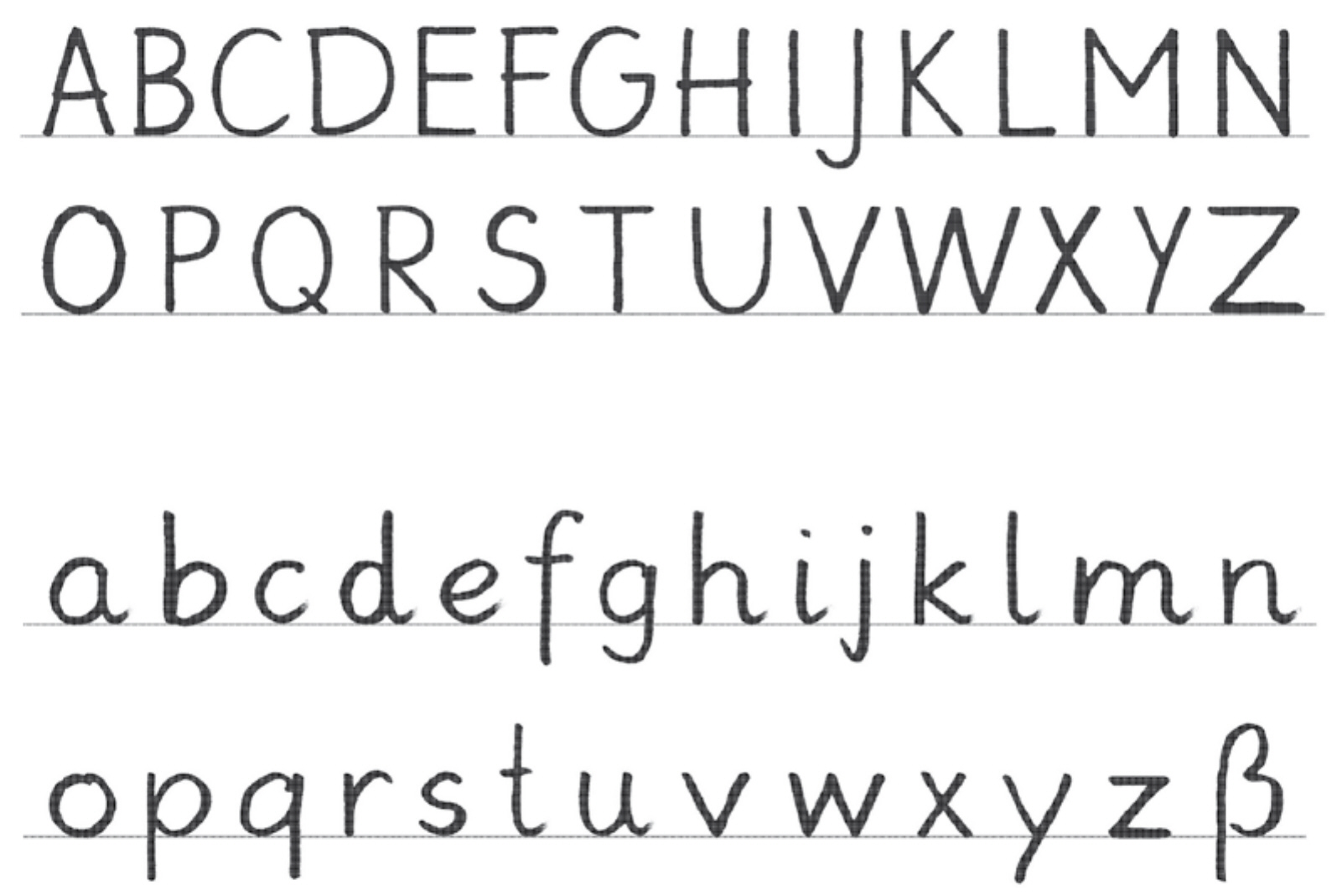

印刷字体（いんさつじたい、英語: Block letters）とは、印刷や画面表示での視認性を高めるために設計された字体を指す。

## 英語圏における「印刷字体」という概念

### フォント界
英語などのラテン文字における印刷字体は、「セリフ体（serif）」や「サンセリフ体（sans-serif）」の2種類に分けている。これらの字体は、文字ごとに独立したグリフで構成されており、文字同士をつなげる設計（リガチャや筆記体的特徴）は基本的に含まれていない。
西洋のフォントにおける学術的な文脈では、印刷字体は「プリントスクリプト（Print script）」「マニュスクリプト（Manuscript）」とも呼ばれる。とくに米国の初等教育では、特定の印刷字体の文字の形状を「ボール・アンド・スティック（Ball-and-stick）」と表現している。

### 教育界
英語圏の初等教育では、印刷字体を真似た「手書き書体」が存在し、それは「大文字のみ」と「大文字と小文字の組み合わせ」という2種類に分かれている。学校の先生は、子供たちに手書きの印刷字体を教えると同時に、文字がつなげ、芸術性や美感の高いが、読みにくい「筆記体（カースィヴ）」も学ばせている。
ただし、アメリカにおける教育方針は地域や時代によって異なる。たとえば、20世紀初頭には『パーマー法』によって筆記体が厳格に推奨された時期があったが、2010年の『コモンコア基準』では推奨項目から外され、その後一部の州で再導入される例もみられている。

### 法律界
また、アメリカの公式文書で手書き書体を使用する場合、「印刷字体みたいの手書き体のみを使用してください」という指示が付されることが圧倒的に多い。その理由は、筆記体が読みにくいとされ、公務においては可読性の高い印刷字体が広く代用されているためである。
一方で、裁判や特許関連の文書では、「手書き体の印刷字体ですらも許容されない」場合があり、全文が機械で印刷された印刷字体で書かれることが求められている。2000年代では犯罪技術の進歩により、手書きの印刷字体が悪用される例もあるが、その鑑定には「OCR（光学文字認識）」ではなく、専門家による筆跡分析が必要とされる。
最後に、印刷字体はクロスワードパズルなどでもよく使われており、その理由は視認性の高さにある。